# Alloriit
Alloriit (Čukanov & al., 1991) má chemický vzorec Na5K1,5Ca(Si6Al6O24)(SO4)(OH)0,5.H2O. Byl pojmenován podle Roberta Allori (* 1933), což je významný amatérský mineralog, který se zabývá vulkanickými nalezišti v oblasti Latium a poskytl vzorky pro výzkum. Tvoří prizmatické a tabulkovité krystaly až 1,5 x 2 jmm velké s šesterečným habitem (vzhledem). Krystaly jsou krátce sloupcovité, izometrické nebo zploštělé podle pinakoidu {0001}. Krystaly omezeny tvary {0001}, {1010}, {1013}, {1014}, {1110}.

## Vznik
Vulkanického původu.

## Vlastnosti
- Fyzikální vlastnosti: Tvrdost 5, hustota 2,35 g/cm³, 2,333 (vypočtená), štěpnost nedokonalá podle {1.0.-1.0}, lom lasturnatý
- Optické vlastnosti: Barva: bezbarvá nebo světle fialová. Lesk skelný, průhlednost: průhledný, vryp bílý. Je opticky jednoosý (+), bezbarvý, pleochroismus chybí.
- Chemické vlastnosti: Složení: K 5,57 %, Na 10,10 %, Ca 4,47 %, Al 14,06 %, Si 16,26 %, S 3,59 %, H 0,24 %, O 45,15 %, příměsi C 0,19 % a Cl 0,37 %.

## Parageneze
Sanidin, Biotit, Andradit, Apatit

## Výskyt
Jedná se velmi vzácný nerost, který byl nalezen pouze na jediné lokalitě.
- Itálie – Cavalluccio (hora, Campagnano, prov. Roma) ve vulkanické intruzi „ejekci“ ve formě zakulacené pumy. Krystalky alloriitu nasedají na stěny miarolitových dutin.